# Großsteingräber bei Tützpatz
Die Großsteingräber bei Tützpatz sind zwei megalithische Grabanlagen der jungsteinzeitlichen Trichterbecherkultur bei Tützpatz im Landkreis Mecklenburgische Seenplatte (Mecklenburg-Vorpommern).

## Lage
Grab 1 befindet sich etwa 2 km nördlich von Tützpatz und etwa 800 m östlich der Landstraße 27 in einem Waldstück. Grab 2 liegt etwa 1 km nordöstlich von Tützpatz und 2,4 km südöstlich von Grab 1 auf einem Feld. Am südwestlichen Ortsrand von Tützpatz gibt es zudem mehrere Grabhügel.

## Beschreibung

### Grab 1
Bei Grab 1 handelt es sich um ein nord-südlich orientiertes kammerloses Hünenbett.

### Grab 2
Grab 2 besitzt eine Grabkammer, bei der es sich um einen Großdolmen handelt. Über die Hügelschüttung oder eine steinerne Umfassung ist nichts bekannt.